# Mwanza (Tanzânia)
Mwanza, Mewanza ou as vezes Muanza também conhecida como Rock City pelos residentes, é uma cidade portuária e capital da região de Mwanza, na margem sul do Lago Vitória, no noroeste da Tanzânia . Com uma população urbana de 1.311.000 habitantes em 2023, é a segunda maior cidade da Tanzânia, depois de Dar es Salaam.
É também a segunda maior cidade da bacia do Lago Vitória depois de Kampala, Uganda e à frente de Kisumu, Quênia, pelo menos em tamanho populacional. Dentro da comunidade da África Oriental, a cidade de Mwanza é a quinta maior cidade depois de Dar, Nairobi, Mombaça e Kampala. Está um pouco à frente de Kigali, Kisumu e Bujumbura na população dos limites da cidade. A cidade de Mwanza é também a capital da região de Mwanza e está administrativamente dividida em dois distritos municipais dentro dessa região – Ilemela e Nyamagana .